# Scolecomorphus uluguruensis
Scolecomorphus uluguruensis é uma espécie de anfíbio gimnofiono da família Caeciliidae, endémica da Tanzânia.